# 拉萨早熟禾
拉萨早熟禾（学名：Poa lhasaensis），为禾本科早熟禾属下的一个植物种。